# Estación de Cerro Muriano
Cerro Muriano es una estación de ferrocarril situada en la barriada de Cerro Muriano del municipio español de Córdoba, en la provincia homónima. Las instalaciones pertenece a la red de Adif. En la actualidad la estación se encuentra cerrada y no ofrece servicios ferroviarios.

## Situación ferroviaria
La estación se encuentra situada en el punto kilométrico 18,8 de la línea de ferrocarril de ancho ibérico Almorchón-Mirabueno.

## Historia
La estación fue construida por la Compañía de los Ferrocarriles Andaluces a comienzos del siglo XX, por petición de la compañía Cerro Muriano Mines Ltd, que solicitó a «Andaluces» la construcción de un apartadero ferroviario que pudiera atender sus necesidades de transporte. Las nuevas instalaciones entrarían en servicio el 7 de abril de 1905, formando parte de la línea Córdoba-Belmez. La zona de Cerro Muriano quedaría conectada con Córdoba capital y otros municipios del norte de la provincia a través del «tren de la Sierra». La estación contaba con un edificio de viajeros de dos plantas, un edificio auxiliar de servicio y una playa de vías. También llegó a contar con un ramal que iba desde la estación a los yacimientos mineros.
En 1941, con la nacionalización de todas las líneas de ancho ibérico, las instalaciones pasaron a integrarse en la recién creada RENFE. 
El 1 de abril de 1974 se cerró la línea al tráfico de pasajeros, quedando reducido el tráfico a los transportes de mercancías o a los convoyes militares de la base de Cerro Muriano. Esto supuso el cierre de varias estaciones del trazado, si bien las instalaciones de Cerro Muriano continuaron en servicio y dispusieron de personal adscrito a las mismas. Desde 2005 el ente Adif es el titular de las instalaciones, si bien este tramo de la línea se encuentra inactivo desde comienzos de la década de 1990. 
En la actualidad, está pendiente de firmarse un convenio con Adif para la reconversión del tramo entre Obejo y Mirabueno a vía verde.